# بولس
بولس (أحياناً يُكتب اسمه بالعربية بحرف الصاد بولص) والذي بعرف أيضا باسم  بولس الرسول أو القديس بولس أو بولس الطرسوسي، هو أحد قادة الجيل المسيحي الأول وينظر إليه البعض على أنه ثاني أهم شخصية في تاريخ المسيحية بعد يسوع نفسه. يعرفه المسيحيون برسول الأمم حيث يعتبرونه من أبرز من بشر بهذه الديانة في آسيا الصغرى وأوروبا، وكان له الكثير من المريدين والخصوم على حد سواء. يتوقع أنه لم يتمتع بذات المكانة التي خصها معاصروه من المسيحيين لبطرس أو ليعقوب أخي الرب، ومن خلال الرسائل التي تنسب إليه تتبين ملامح صراع خاضه بولس ليثبت شرعية ومصداقية عمله كرسول للمسيح. ساهم التأثير الذي خلفه بولس في المسيحية بجعله واحداً من أكبر القادة الدينيين في العالم على مر العصور. احتفل العالم المسيحي بين 29 حزيران 2008 و29 حزيران 2009 باليبوبيل الألفي الثاني على مولده في طرسوس (أسية الصغرى).
يعتبر بولس عموماً واحداً من أهم الشخصيات في العصر الرسولي،  وفي منتصف سنة 30 إلى منتصف سنة 50 من الميلاد أسس العديد من الكنائس في آسيا الصغرى وأوروبا. واستفاد من وضعه كيهودي ومواطن روماني ليخدم كل من الجمهور اليهودي والروماني. وفقاً للكتابات في العهد الجديد وقبل تحوله، كرّس بولس حياته إلى اضطهاد تلاميذ يسوع الأوائل في منطقة القدس. في رواية أعمال الرسل (غالباً ما يشار إليها ببساطة باسم سفر أعمال الرسل)، كان بولس يسافر على الطريق من القدس إلى دمشق في مهمة «لاعتقالهم وإعادتهم إلى القدس» عندما ظهر له يسوع المُبعث من ضوء كبير، مما أدى إلى أصابته بالعمى، ولكن بعد ثلاثة أيام، استعاد حنانيا بصره وبدأ بولس يبشر بأن يسوع الناصري هو المسيح اليهودي وابن الله. ما يقرب من نصف سفر أعمال الرسل يتناول حياة بولس وأعماله.
ثلاثة عشر من الكتب السبعة والعشرين الموجودة في العهد الجديد تُنسب تقليديا إلى بولس. سبعة من الرسائل لا جدال فيها بين العلماء بأنها أصلية، بينما أربعة من الرسائل تعتبر على نطاق واسع مؤلفات منحولة، في حين أن تأليف الاثنين الأخيرين يخضع للنقاش. لم يتم تأكيد تأليف بولس للرسالة إلى العبرانيين في الرسالة نفسها وكان الشك بالفعل في القرن الثاني والثالث. لم يكن جدال تقريباً من القرن الخامس إلى القرن السادس عشر أن بولس هو مؤلفها،  ولكن هذه النظرة أصبحت الآن مرفوضة من أغلبية العلماء. يعتقد بعض العلماء أن الستة رسائل المتنازع عليها قد جاءت من أتباع يكتبون باسم بولس، مستخدمين محتويات من رسائل بولس الباقية وغير الباقية. يجادل باحثون آخرون إن فكرة الانتحال للرسائل المتنازع عليها تثير الكثير من المشاكل. وفقا لباحثين آخرين، فقد حدث تزوير لها بعد وفاة بولس في محاولة من الكنيسة لضم أنصار بولس الغنوصيين.
اليوم، لا تزال رسائل بولس تشكل جذور حيوية للاهوت والعبادة والحياة الرعوية في التقاليد الكاثوليكية والبروتستانتية للغرب المسيحي، وكذلك تقاليد الشرق الأرثوذكسية. وقد وصف تأثير بولس على الفكر والممارسة المسيحية بأنه «عميق كما هو منتشر»، من بين العديد من الرسل والمبشرين الآخرين المشاركين في انتشار الإيمان المسيحي. طور أوغسطينوس فكرة بولس أن الخلاص مبني على الإيمان وليس على «أعمال الشريعة».[بحاجة لمصدر] تأثر تفسير مارتن لوثر بكتابات بولس حول عقيدة سولا فيدي.

## التحول

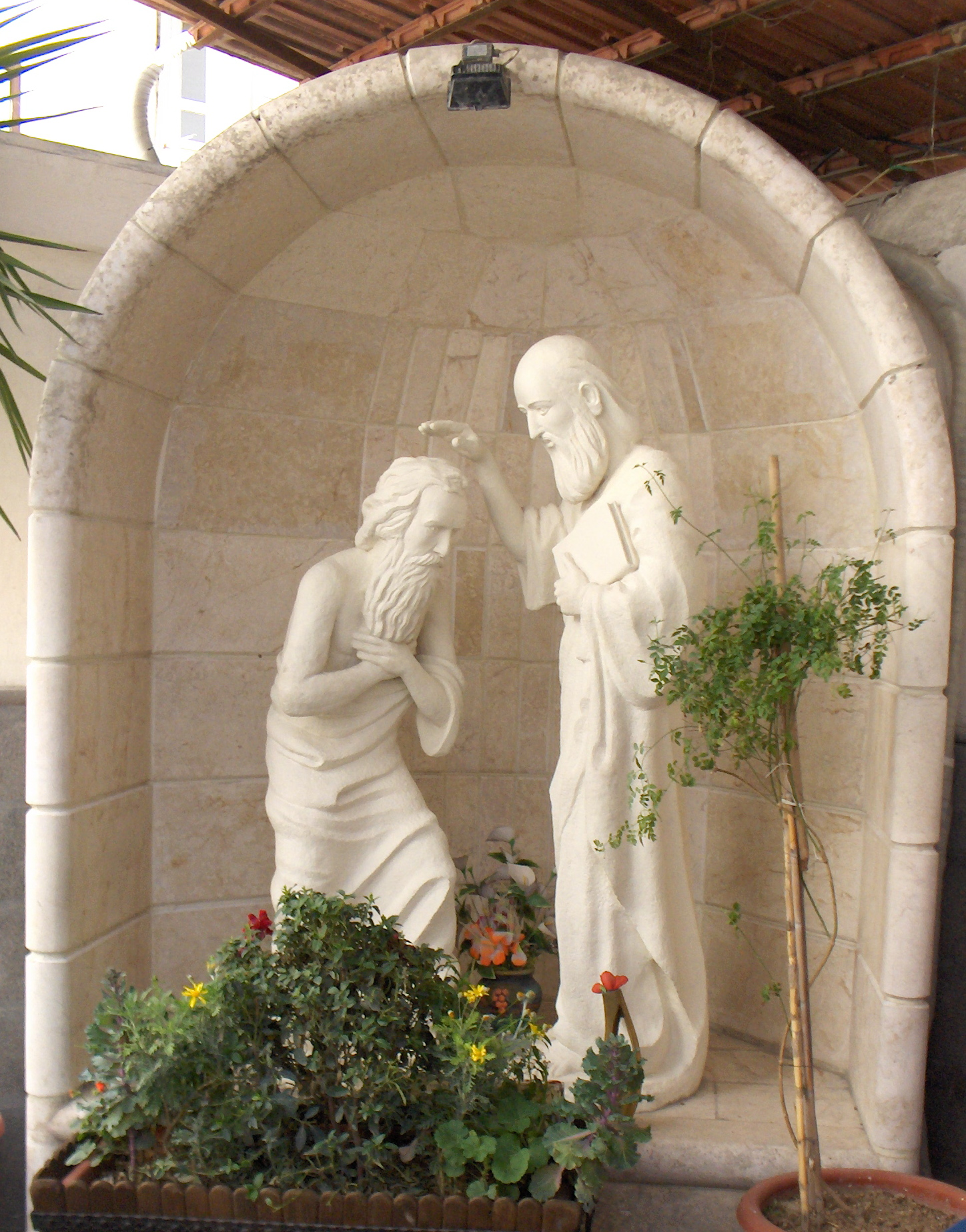
تمثال حنانيا يقوم بتعميد القديس بولس الرسول في كنيسة القديس حنانيا، دمشق، سوريا.

### على طريق دمشق

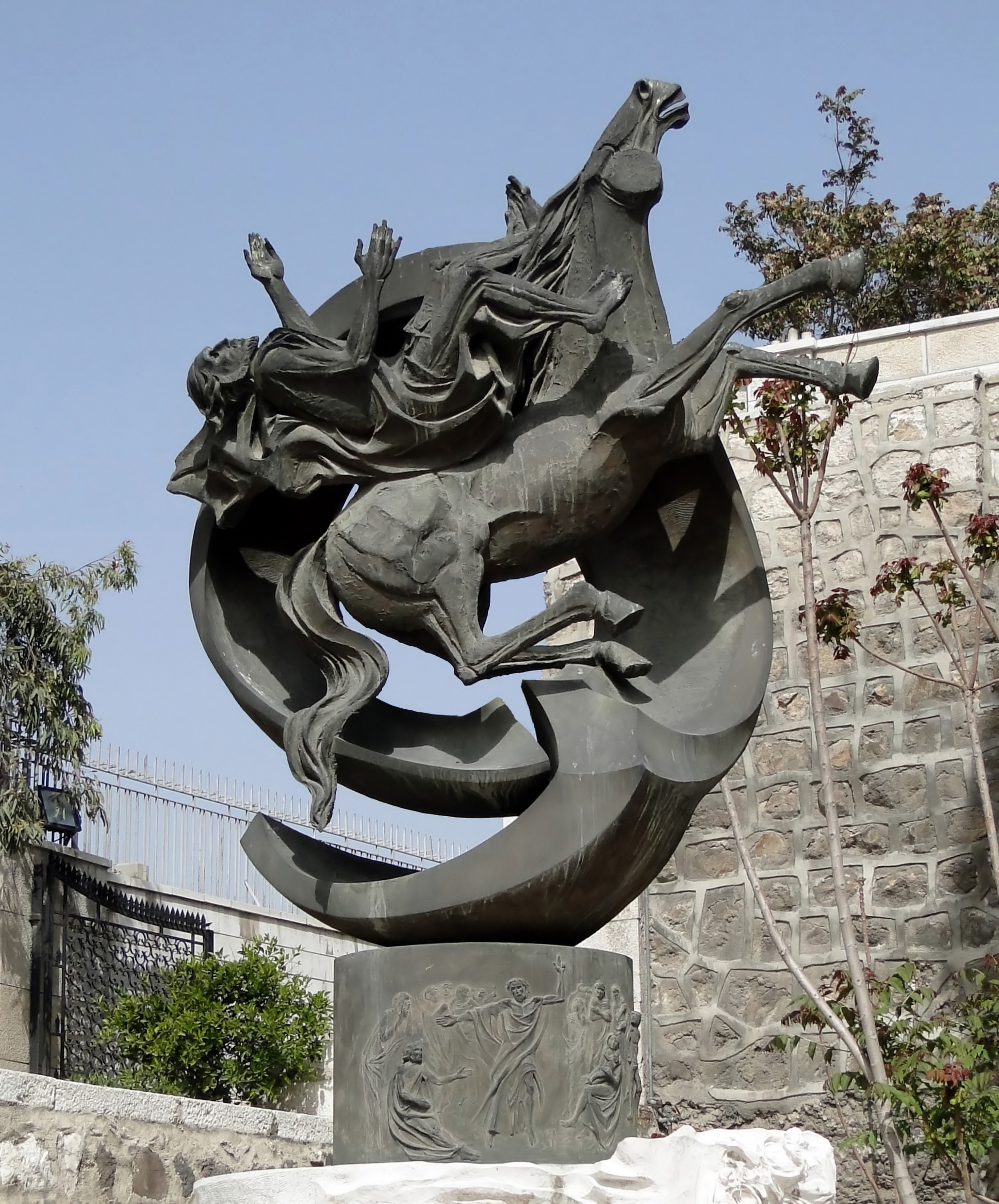
تمثال "بولس الرسول" في مدينة دمشق

## عمله الرسولي

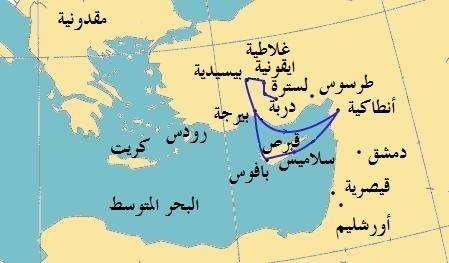
رحلة بولس الأولى

### الرحلة التبشيرية الأولى

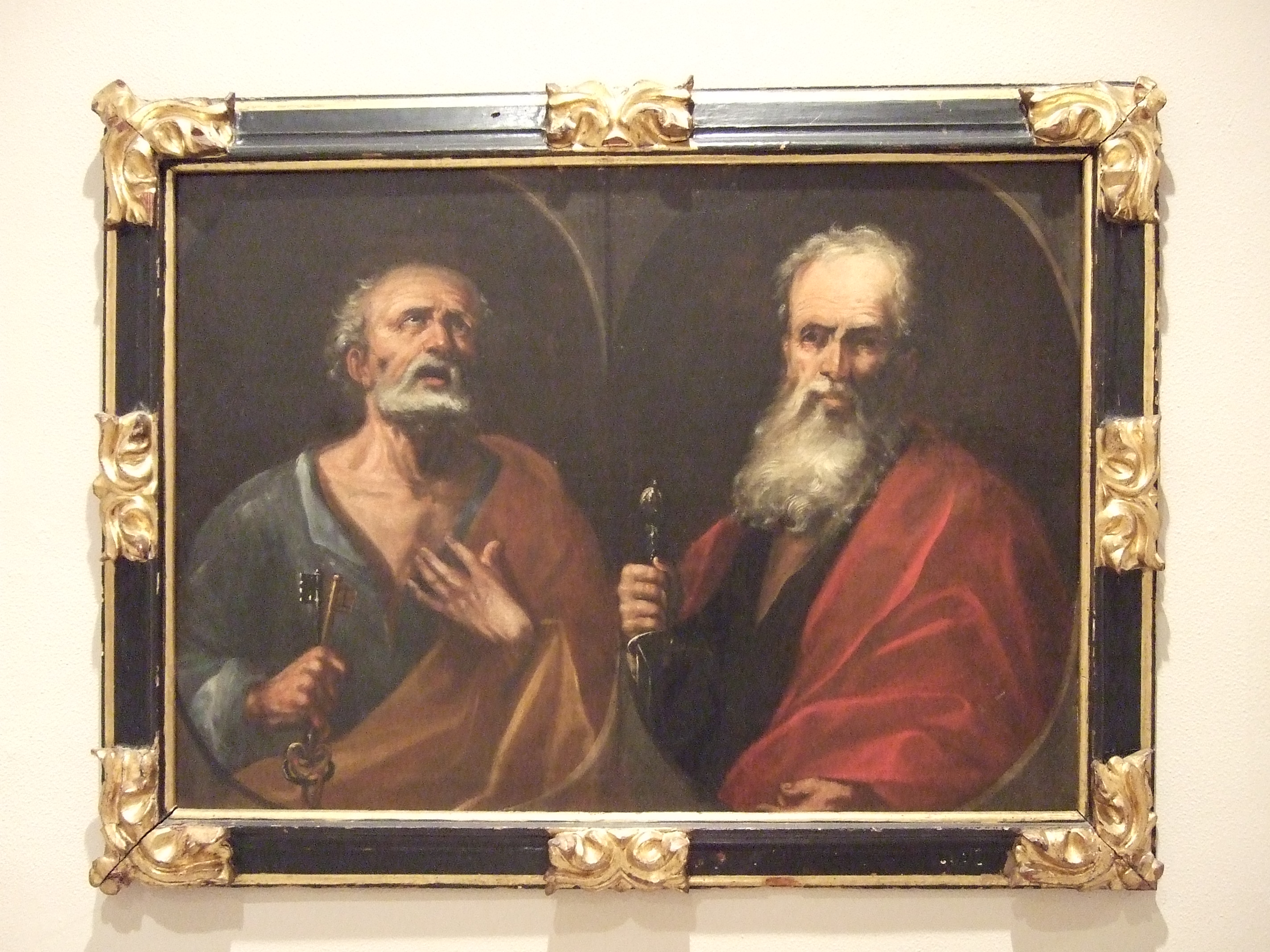
بولس وبطرس

### الرحلة التبشيرية الثانية

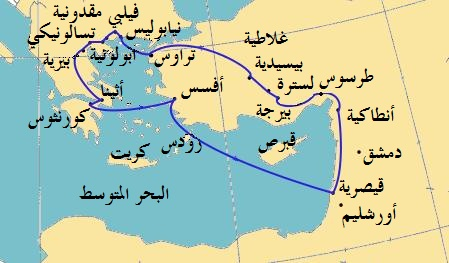
رحلة بولس الثانية

### الرحلة التبشيرية الثالثة

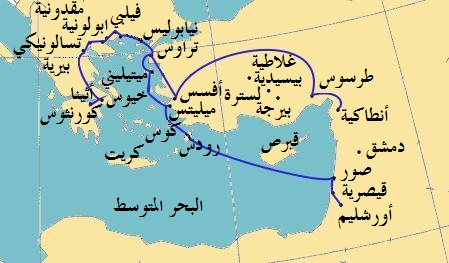
رحلة بولس الثالثة

## تأليف رسائل بولس

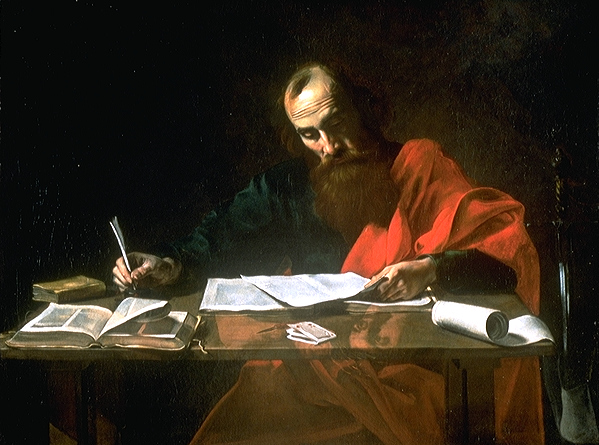
بولس يدون إحدى رسائله. لوحة للفنان فالنتين دو بولونيي

## التأثير على المسيحية

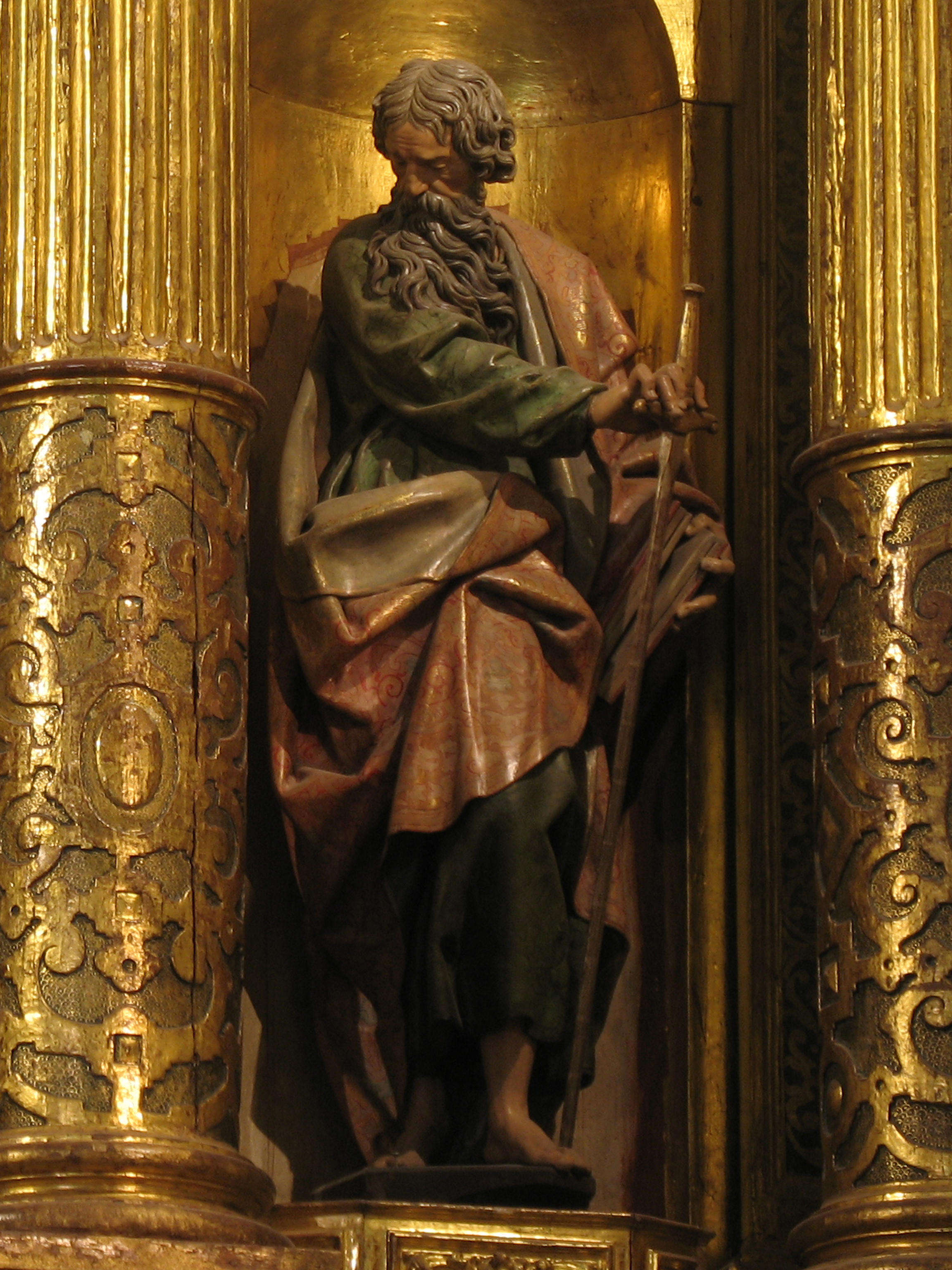
تمثال القديس بولس (1606) لغريغوريو فرنانديز

## التحليل الأدبي

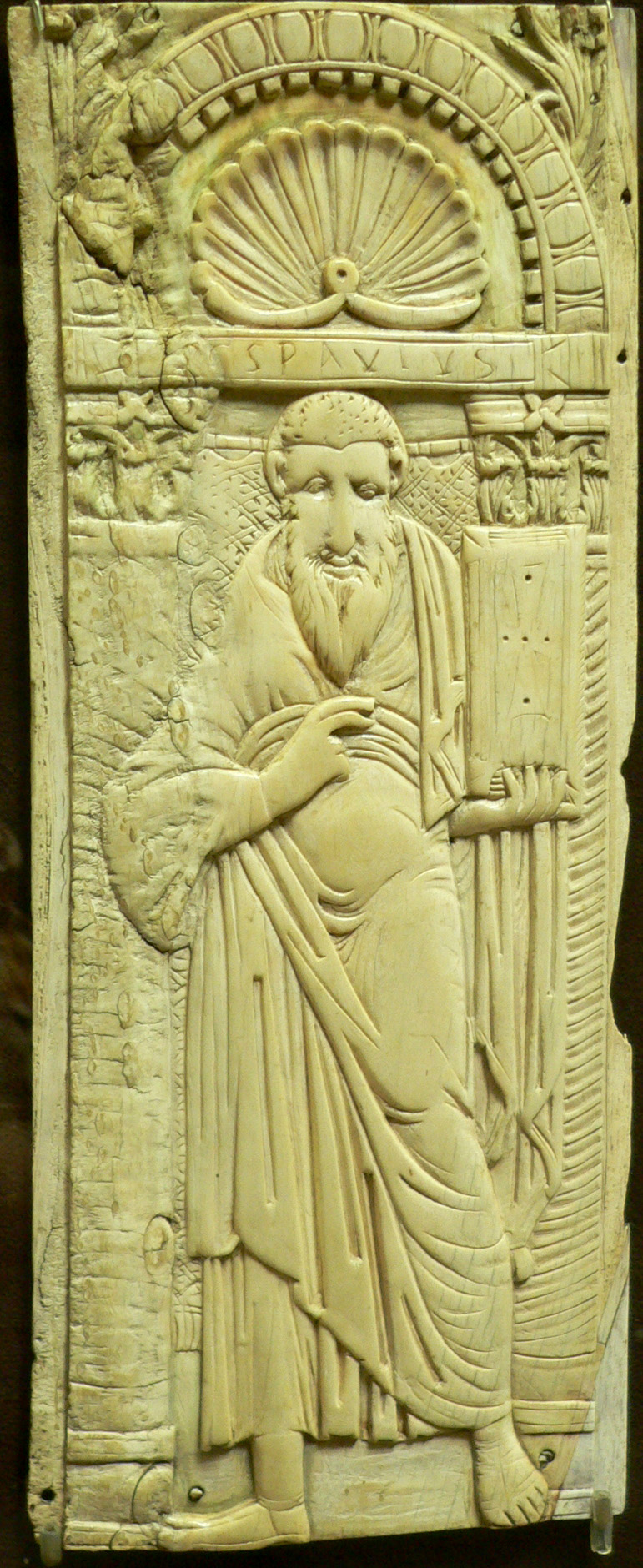
القديس بولس، بين القرن 6 – أوائل القرن 7 (Musée de Cluny)

## معرض الصور

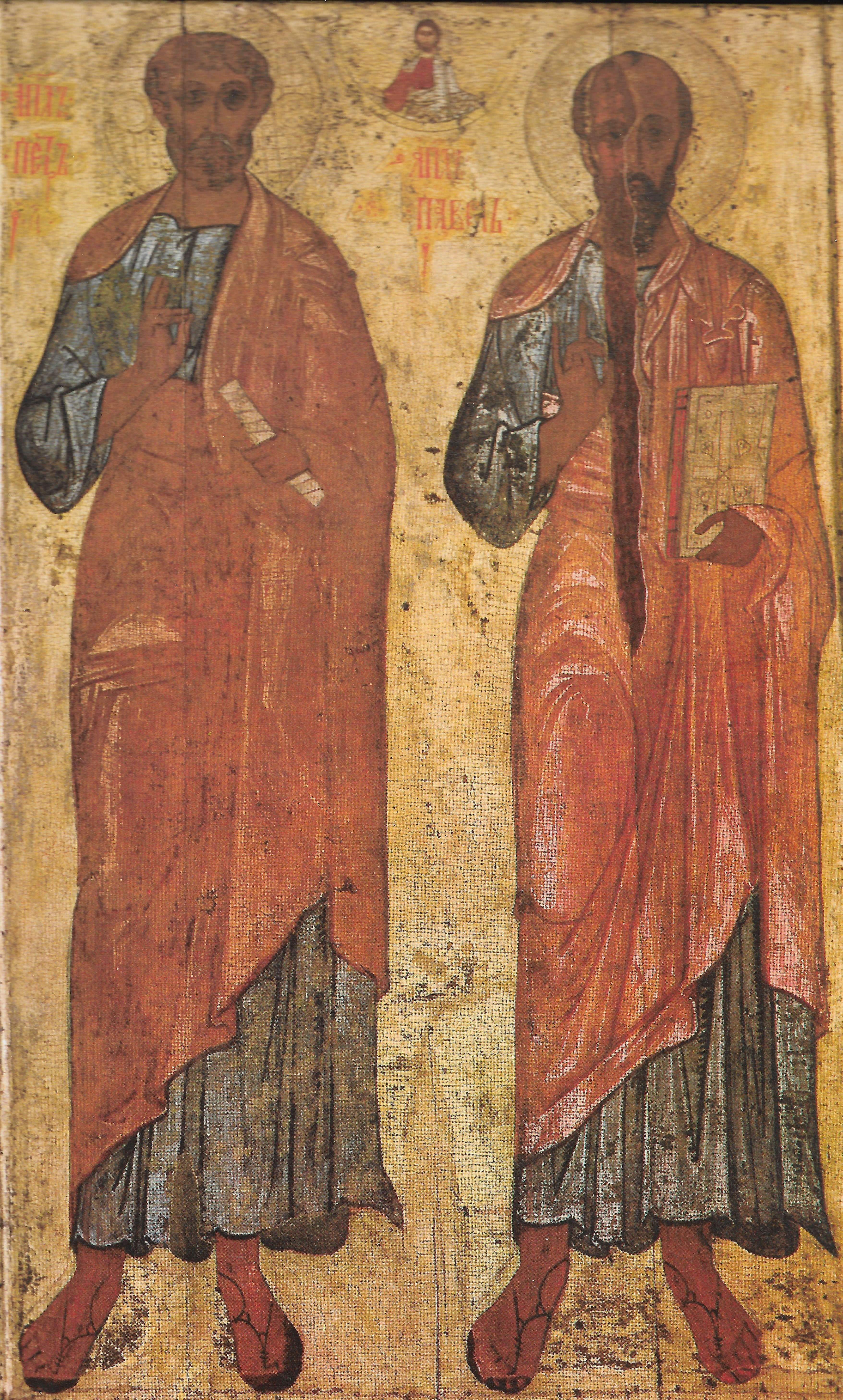
أيقونة أرثوذكسية تصور القديسين بطرس وبولس هامتي الرسل.
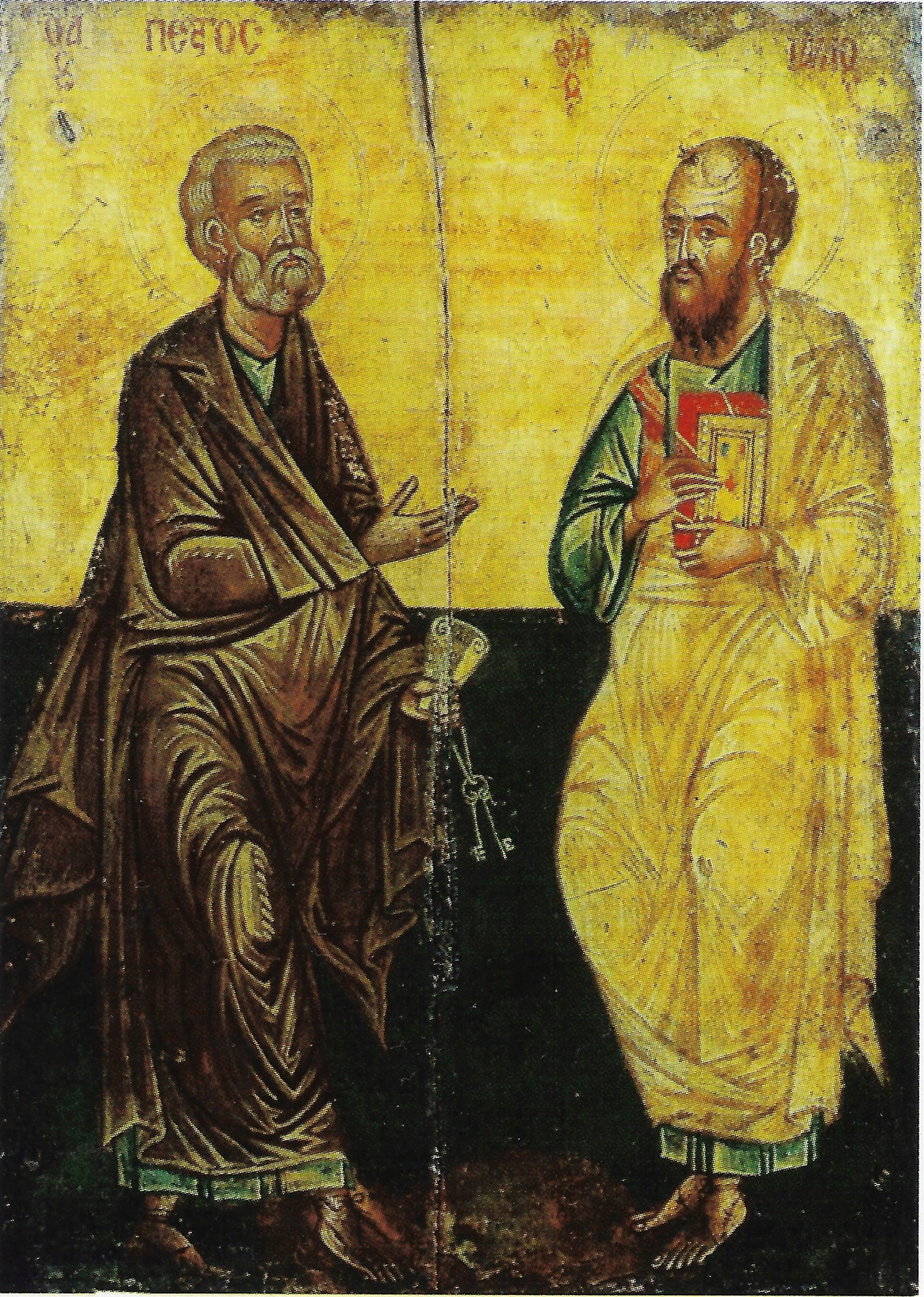
أيقونة تصور بطرس وبجانبه بولس (إلى اليسار).
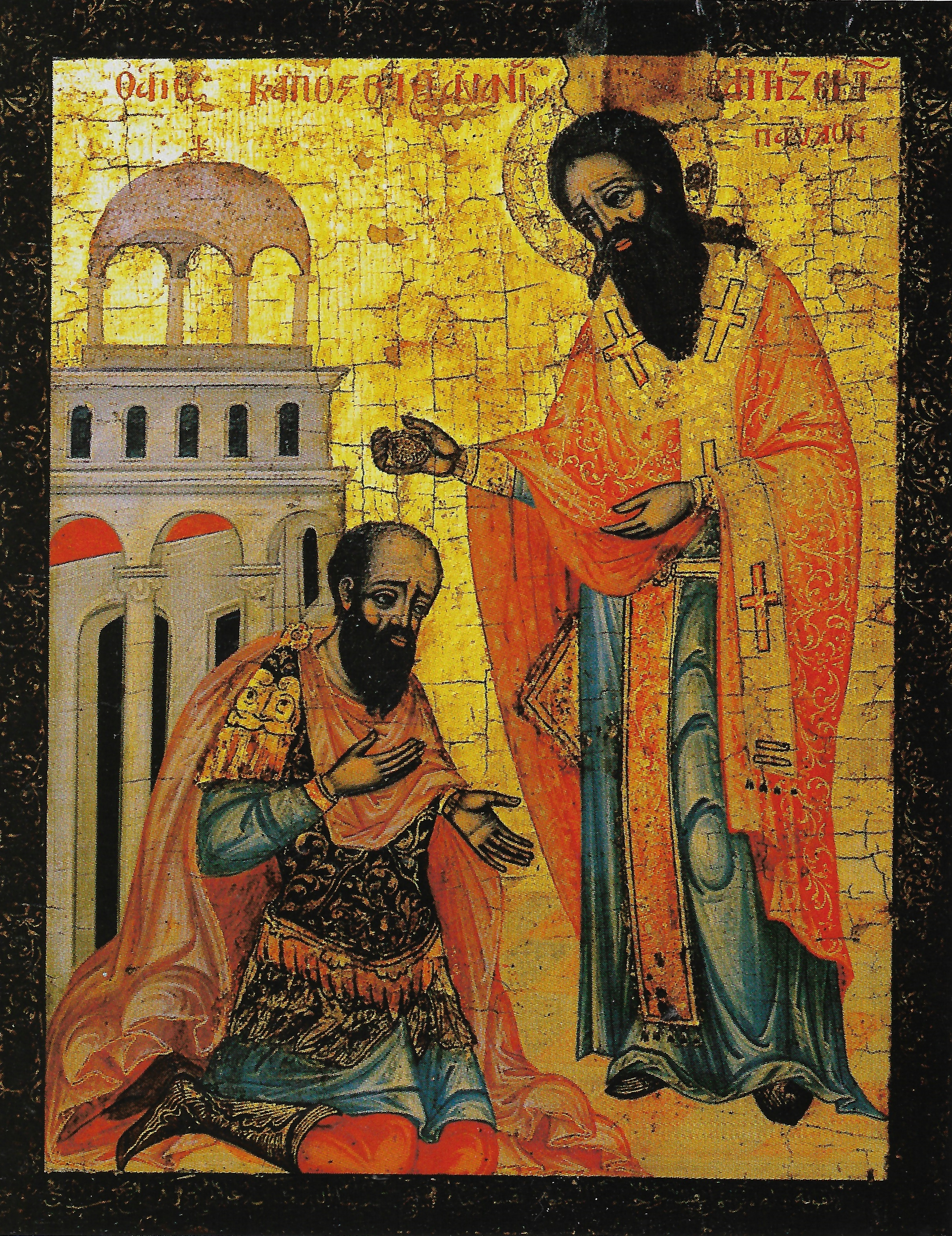
أيقونة تصور معمودية القديس بولس من القديس حنانيا.